# Municipio de Trenton (Dakota del Sur)
El municipio de Trenton (en inglés: Trenton Township) es un municipio ubicado en el condado de Brookings en el estado estadounidense de Dakota del Sur. En el año 2010 tenía una población de 174 habitantes y una densidad poblacional de 1,91 personas por km².

## Geografía
El municipio de Trenton se encuentra ubicado en las coordenadas 44°13′55″N 96°41′48″O / 44.23194, -96.69667. Según la Oficina del Censo de los Estados Unidos, el municipio tiene una superficie total de 91.24 km², de la cual 91,1 km² corresponden a tierra firme y (0,15 %) 0,14 km² es agua.

## Demografía
Según el censo de 2010, había 174 personas residiendo en el municipio de Trenton. La densidad de población era de 1,91 hab./km². De los 174 habitantes, el municipio de Trenton estaba compuesto por el 100 % blancos. Del total de la población el 0,57 % eran hispanos o latinos de cualquier raza.